# Natalie Coughlin
Natalie Coughlin (* 23. August 1982 in Vallejo, Kalifornien) ist eine ehemalige US-amerikanische Schwimmerin.

## Werdegang
Ursprünglich stammt Coughlin aus Concord. Die Psychologie-Studentin der University of California, Berkeley gilt als eine der besten Rückenschwimmerinnen der Welt. Bei den Olympischen Sommerspielen 2004 in Athen gewann sie zwei Goldmedaillen: 100 m Rücken und mit der amerikanischen 4 × 200-m-Freistilstaffel. Neben zwei weiteren Staffelsilbermedaillen konnte sie außerdem über 100 m Freistil die Bronzemedaille gewinnen und war damit mit fünf Medaillen in Athen eine der erfolgreichsten amerikanischen Sportlerinnen.
Bei den Schwimmweltmeisterschaften 2005 in Montréal wurde sie mit der 4 × 200-m-Freistilstaffel Weltmeisterin. Außerdem gewann sie die Silbermedaille über 100 m Freistil, musste sich aber auf ihrer Spezialstrecke 100 m Rücken als amtierende Olympiasiegerin mit Bronze hinter Kirsty Coventry und Antje Buschschulte zufriedengeben.
Bei den Schwimmweltmeisterschaften 2007 in Melbourne gewann sie insgesamt fünf Medaillen; darunter die Goldmedaillen über 100 m Rücken und die 4 × 200-m-Freistilstaffel.
Ihre dritte olympische Goldmedaille gewann Coughlin erneut beim 100 m Rücken Wettbewerb bei den Olympischen Sommerspielen 2008 in Peking. Sie unterbot dabei zwar ihre Weltrekordzeit vom 18. Februar 2008 und erschwamm damit einen neuen Amerikarekord, erreichte jedoch nicht die Zeit von Kirsty Coventry, die bereits im Halbfinale einen neuen Weltrekord aufstellte, aber im Finale nur Silber gewann.
Darüber hinaus wurde sie in allen drei US-amerikanischen Staffeln eingesetzt und errang mit diesen zweimal Silber (4 × 100 m Freistil und 4 × 100 m Lagen) und einmal Bronze mit der 4 × 200-m-Freistilstaffel. Zwei weitere Bronzemedaillen erreichte sie über 100 m Freistil und 200 m Lagen.
Natalie Coughlin ist verheiratet und im Oktober 2018 kam ihre Tochter zur Welt.

## Auszeichnungen
- USOC Athlete of the Year 2008
- International Swimming Hall of Fame 2022

## Rekorde
| Weltrekorde (2)          | Weltrekorde (2) | Weltrekorde (2)   | Weltrekorde (2) |
| ------------------------ | --------------- | ----------------- | --------------- |
| 100 m Rücken (Kurzbahn)  | 00:56,51 min    | 28. Oktober 2007  | Singapur        |
| 100 m Lagen (Kurzbahn)   | 00:58,80 min    | 23. November 2002 | New York        |
| (Stand: 12. August 2008) |                 |                   |                 |